# Parteihochschule Karl Marx

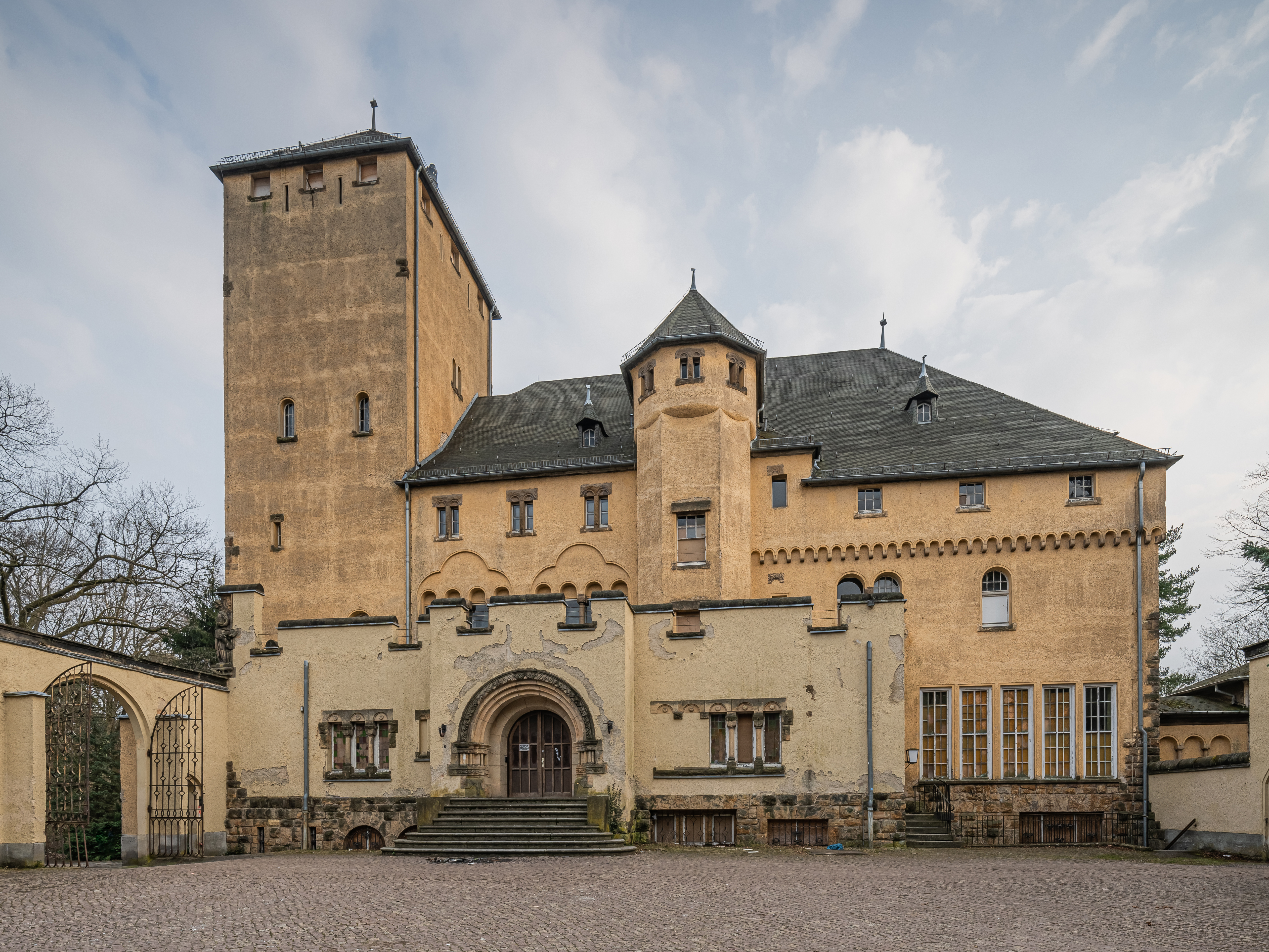
B. siedziba Wyższej Szkoły Partyjnej im. Karola Marksa na zamku Hakeburg w Kleinmachnow (1948-1955)

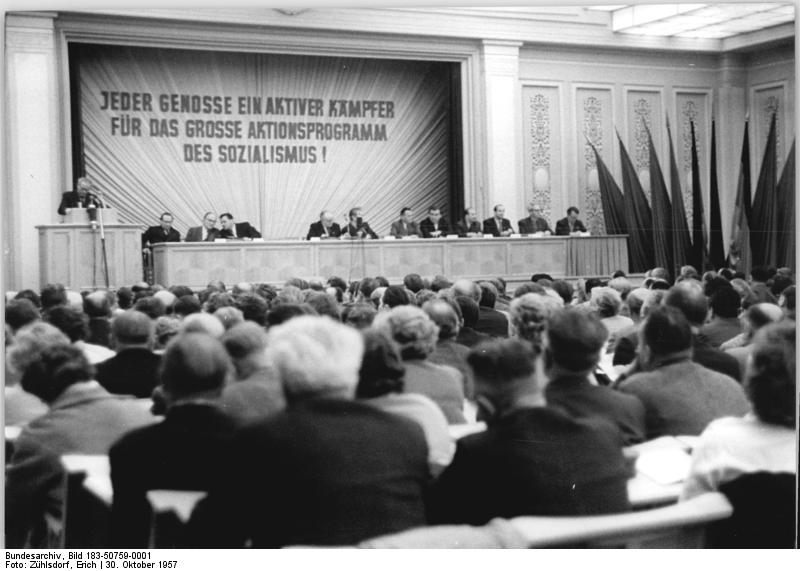
Spotkanie aktywu berlińskiego SED w b. siedzibie Szkoły (październik 1957)

Parteihochschule Karl Marx beim ZK der SED (z niem. Wyższa Szkoła Partyjna im. Karola Marksa przy KC SED, w skrócie: PHS Karl Marx) – uczelnia powołana w 1946 w Radzieckiej Strefie Okupacyjnej w Niemczech.
Przekazując treści z podstaw nauk społecznych w duchu marksistowsko-leninowskim wykładowcy przygotowywali kwalifikowane kadry dla centralnego aparatu partyjno-państwowego. Uczelnia, choć podlegała Komitetowi Centralnemu SED, formalnie była państwową szkołą wyższą, po powołaniu NRD z wpisem w 1953 do rejestru szkół wyższych tego kraju (Hochschulregister der DDR), z prawem do przeprowadzania przewodów doktorskich i postępowań habilitacyjnych. Uczestnicy, w szczególności kursu rocznego, mieli od lat 60., zazwyczaj już wyższe wykształcenie. Minimalny wiek dla studentów wynosił zwykle 25 lat. Absolwenci, po trzyletnich studiach, otrzymywali odpowiednik dyplomu licencjackiego w zakresie nauk społecznych (Diplom-Gesellschaftswissenschaftler) i wchodzili do kręgu, jeżeli już w nim wcześniej nie byli, nomenklatury partyjnej. Szkołę zamknięto z dniem 30 czerwca 1990, jednocześnie wykreślając z rejestru.
W NRD funkcjonowały też krajowe (Landesparteischule), a po reformie podziału administracyjnego państwa, okręgowe (Bezirksparteischulen) oraz powiatowe szkoły partyjne (Kreisparteischulen).
Szkoła była określana „czerwonym klasztorem” (Rotes Kloster), lub „wilczym kanionem” (Wolfsschlucht).

## Podział organizacyjny
- Wydział Historyczny (Wissenschaftlicher Bereich Geschichte)[4]
  - Katedra Historii SED (Lehrstuhl Geschichte der SED)
  - Katedra Historii KPZR (Geschichte der KPdSU)
  - Katedra Historii Międzynarodowego Ruchu Robotniczego (Geschichte der internationalen Arbeiterbewegung)
- Wydział Filozofii (Wissenschaftlicher Bereich Philosophie)
  - Katedra Filozofii Marksistowsko-Leninowskiej (Marxistisch-leninistische Philosophie)
  - Katedra Naukowego Komunizmu (Wissenschaftlicher Kommunismus)
  - Katedra Polityki Kulturalnej SED (Kulturpolitik der SED)
- Wydział Ekonomii Politycznej i Gospodarki (Wissenschaftlicher Bereich Politische Ökonomie und Wirtschaftswissenschaften)
  - Katedra Ekonomii Politycznej Socjalizmu (Politische Ökonomie des Sozialismus)
  - Katedra Ekonomii Politycznej Kapitalizmu (Politische Ökonomie des Kapitalismus)
  - Katedra Ekonomii Przemysłu (Ökonomik der Industrie)
  - Katedra Gospodarki Rolnej (Ökonomik der Landwirtschaft)
  - Grupa Geografii Politycznej i Gospodarczej (Arbeitsgruppe Politische und ökonomische Geographie)
- Wydział Nauczania Partii marksistowsko-leninowskiej (Wissenschaftlicher Bereich Lehre von der marxistisch-leninistischen Partei)
  - Katedra Nauczania partii marksistowsko-leninowskiej (Lehre von der marxistisch-leninistischen Partei)
  - Katedra Państwa i Prawa (Staat und Recht)
- Instytut dla Cudzoziemców (Institut für Ausländerstudium)
- Wydział Zaoczny (Abteilung Fernstudium), wraz z 15 oddziałami w poszczególnych okręgach NRD

## Dyrektorzy/rektorzy uczelni
- 1946–1947 – Willi Kropp i Carl Bose (reprezentujących równorzędnie KPD/SPD)
- 1947–1950 – Rudolf Lindau i Paul Lenzner (KPD/SPD)
- 1950–1983 – Hanna Wolf
- 1983–1989 – Kurt Tiedke
- 1989–1990 – Götz Dieckmann

## Siedziba
W okresie od 1946 do 1948 siedziba uczelni znajdowała się w Liebenwalde koło Oranienburga, od 1948 do 1955 na zamku Hakeburg w Kleinmachnow (następnie mieścił się tu jeden z domów gościnnych KC SED). Od 1955 uczelnia miała swą siedzibę w Berlinie w Haus am Köllnischen Park, w obiekcie (proj. Alfred Gottheiner) wybudowanym w 1933 dla zarządu Kasy Chorych (AOK Berlin), przy Rungestraße 3-6. W połowie lat 70. dotychczasowy kompleks budynków został uzupełniony o nowy budynek przy Am Köllnischen Park. Około 1980 kilka katedr zostało przeniesionych do Kleinmachnow. Obecnie w kompleksie budynków przy Rungestraße prowadzone są prace rewitalizacyjne w wyniku których przewidziano pomieszczenie w grudniu 2018 158 mieszkań (Metropol-Park).